# Система державного управління
Систе́ма держа́вного управлі́ння — складне поняття, зміст якого охоплює такі складові елементи:

а) суб'єкти управління, тобто органи виконавчої влади,

б) об'єкти управління, тобто сфери та галузі суспільного життя, що перебувають під організуючим впливом держави,

в) управлінська діяльність (процес), тобто певного роду суспільні відносини, через які реалізуються численні прямі та зворотні зв'язки між суб'єктами і об'єктами управління.
Систе́ма держа́вного управлі́ння — це сукупність суб'єктів державного управління, які взаємодіють між собою і навколишнім середовищем і утворюють єдине ціле. Систе́ма держа́вного управлі́ння є системою правових норм, у відповідності з якими відбувається діяльність виконавчої влади.
Система державного управління складається з трьох систем: системи вироблення та ухвалення управлінських рішень органами виконавчої влади; системи виконання управлінських рішень; системи здійснення контролю виконання ухвалених управлінських рішень.